# Les Parellades (Reus)
Les Parellades és un indret del terme de Reus, a la comarca catalana del Baix Camp.
És una llenca de terra força estreta a l'extrem nord del terme de Reus, que penetra entre els termes de Castellvell i d'Almoster, entre la Riera de la Vidaleta i la Rasa de Sant Miquel. És un terreny de secà, més aviat pobre.